# Jacob Zorzi
Jacob Zorzi da Dinastia Zorzi, foi Marquês do Marquesado de Bodonitsa, estado cruzado na Grécia. Governou de 1388 até 1410. Este Marquesado foi vassalo do Reino de Tessalónica e mais tarde vassalo do Principado de Acaia. Jacob Zorzi foi antecedido no governo do Marquesado por Francisco Zorzi. Foi seguido no governo por Nicolau II Zorzi.